# 30066 Parthakker
30066 Parthakker este un asteroid din centura principală de asteroizi.

## Descriere
30066 Parthakker este un asteroid din centura principală de asteroizi. A fost descoperit pe 10 martie 2000 la Socorro, New Mexico, în cadrul proiectului LINEAR. Asteroidul prezintă o orbită caracterizată de o semiaxă mare de 2,36 ua, o excentricitate de 0,10 și o înclinație de 6,5° în raport cu ecliptica.